# Alvin Lucier
Alvin Lucier (Nashua, 14 de mayo de 1931-Middletown, 1 de diciembre de 2021) fue un compositor estadounidense. Lucier se especializó en la música electrónica, experimental y la exploración acústica, así como en la percepción auditiva.

## Biografía
Nació el 14 de mayo de 1931, en Nashua, Nuevo Hampshire.

### Estudios musicales
Estudió con Aaron Copland y Lukas Foss. En 1960 se trasladó a Roma, donde conoció los círculos musicales de vanguardia. Ahí conoció la música de Anton Webern, John Cage y Luigi Nono; así como a otros colegas, como a David Tudor y el bailarín Merce Cunningham. Hasta entonces sólo había compuesto música instrumental, pero debido a este acercamiento, surgió su interés por la música experimental.

### Carrera musical
Fundó el Sonic Arts Union, en Estados Unidos, junto a Robert Ashley, David Behrman y Gordon Mumma.
Desde la década de 1970 hasta el 2011, dio clases de composición en Wesleyan University.

### Fallecimiento
Murió el 1 de diciembre de 2021, a la edad de 90 años, en Middletown, Connecticut. Tuvo complicaciones después de una caída. Desde hacía 10 años padecía la Enfermedad de Parkinson.

## Obra

### Music for Solo Performer
En 1965, Lucier estrenó Music for Solo Performer, pieza en la que exploró las relaciones entre la música y la ciencia. En ella, Lucier producía el sonido a través de estímulos con electrodos en las ondas cerebrales. Asimismo incluyó instrumentos como timbales y platillos. El dispositivo que generaba las ondas cerebrales fue obra del físico Edmond Dewan.

### I Am Sitting in a Room
Lucier compuso I Am Sitting in a Room en 1969, una obra electroacústica experimental en la que utiliza la grabación de su voz, diciendo "I Am Sitting in a Room" ("estoy sentado en una habitación"), describiendo lo que estaba haciendo en ese momento determinado, y reproduciendo dicha grabación en bucle hasta que las frecuencias sonoras se transforman, distorsionando el sentido del discurso original.

## Discografía

### Antologías
- Extended Voices. Alvin Lucier, Pauline Oliveros, John Cage, Robert Ashley, Toshi Ichiyanagi, Morton Feldman. The Brandeis University Chamber Chorus. Odyssey, 1967[6]
- U.S.A. Nancarrow, Carter, Ives, Yim, Feldman, Lucier, Young, Cage - Arditti String Quartet. Montaigne, 1994[7]
- Lucier • Wolff • Schlothauer • Frey. Jürg Frey (clarinete, clarinete bajo). Edition Wandelweiser Records, 1996[8]
- With A Minimum Of Means: Alvin Lucier, Björn Nilsson, Zoltán Jeney. Content (3), 1997[9]
- Alvin Lucier | Nick Hennies - Still And Moving Lines Of Silence In Families Of Hyperbolas. Quiet Design, 2010[10]
- On The Carpet Of Leaves Illuminated By The Moon. John Cage / James Tenney / Alvin Lucier / Steve Reich - Peter Söderberg And Erik Peters. Alice Musik Produktion, 2014[11]
- Alvin Lucier, Morton Feldman: Chamber Music. Charles Curtis, Anthony Burr. Important Records (2), 2019[12]

### Monográficos
- Bird And Person Dyning. Champs Records, 1976[13]
- Music On A Long Thin Wire. Lovely Music, 1980[14]
- I Am Sitting In A Room. Lovely Music, 1981[15]
- Music For Solo Performer. Alvin Lucier, Pauline Oliveros. Lovely Music, 1982[16]
- Still And Moving Lines Of Silence In Families Of Hyperbolas, Part 2 For Voice, Instruments And Pure Wave Oscillators (Numbers 1-4). Lovely Music, 1983[17]
- Still And Moving Lines Of Silence In Families Of Hyperbolas, Part 2 For Mallet Instruments And Pure Wave Oscillators (Numbers 5-8). Lovely Music, 1985[18]
- Sferics. Alvin Lucier, Don Hünerberg. Lovely Music, 1987[19]
- Crossings (Three Works For Classical Instruments And Oscillators). Lovely Music, 1990[20][21]
- Clocker. Lovely Music, 1994[22]
- Alvin Lucier: Panorama. Roland Dahinden, Hildegard Kleeb. Lovely Music, 1997[23]
- Theme. Lovely Music, 1999[24]
- Still Lives. Lovely Music, 2001[25]
- Vespers And Other Early Works. New World Records, 2002[26]
- Still And Moving Lines Of Silence In Families Of Hyperbolas. Lovely Music, 2002[27]
- Alvin Lucier: Navigations for strings / Small Waves. The Arditti Quartet, Hildegard Kleeb, Roland Dahinden. Mode, 2003[28]
- Alvin Lucier: Nothing Is Real .... Matthias Kaul. WERGO, 2003[29]
- Alvin Lucier. Alvin Lucier / Anthony Burr / Charles Curtis. Antiopic, 2005[30]
- Alvin Lucier: Wind Shadows. The Barton Workshop. New World Records, 2005[31]
- Alvin Lucier: Ever Present. Mode, 2007[32]
- Sferics / Music For Solo Performer. Lovely Music, 2009[33]
- Old School: Alvin Lucier. zeitkratzer Records, 2010[34]
- Alvin Lucier: Almost New York. Pogus Productions, 2011[35]
- Alvin Lucier: Orchestra Works. New World Records, 2013[36]
- Alvin Lucier - Maze. Unsounds, 2013[37]
- Decibel (14) perform compositions by Alvin Lucier – Still And Moving Lines. Pogus Productions, 2013[38]
- Alvin Lucier: Memory Space. Gareth Davis & Machinefabriek. God Records (3), 2014[39]
- Rinus Van Alebeek and Michał Libera play Alvin Lucier – Chambers. Bôłt, 2015[40]
- Alvin Lucier – Dark Matter. God Records (3), 2015[41]
- Alvin Lucier - Trio Nexus – Broken Line. Mode, 2015[42]
- Two Circles. Alter Ego. Mode, 2016[43]
- Alvin Lucier – Illuminated By The Moon. ZHdK Records, 2017[44]
- Alvin Lucier – Criss Cross / Hanover. Black Truffle, 2018[45]
- Alvin Lucier – So You … (Hermes, Orpheus, Eurydice). Black Truffle, 2018[46]
- Alvin Lucier: Orpheus Variations. Charles Curtis, Petr Kotik, SEM Ensemble. Important Records (2), 2019[47]
- Alvin Luciert: Ricochet Lady for Solo Glockenspiel. Trevor Saint. Black Truffle, 2019[48]